# 神村学園附属幼稚園
神村学園附属幼稚園（かみむらがくえんふぞくようちえん）は、鹿児島県いちき串木野市別府にある私立幼稚園（幼保連携型認定こども園）。運営は学校法人神村学園。

## 沿革
- 1956年4月 - 前身の串木野経理専門学校開校
- 1964年2月 - 学校法人神村学園認可
- 1970年4月 - 神村学園附属幼稚園開園
- 2016年4月 - 幼保連携型認定こども園として開園